# Зоран Роє
Зоран Роє (7 жовтня 1955) — югославський ватерполіст.
Олімпійський чемпіон 1984 року, срібний призер 1980 року.
Срібний призер Чемпіонату Європи з водного поло 2003 року.
Переможець Середземноморських ігор 1979, 1983 років.